# Catoptria fibigeri
Catoptria fibigeri là một loài bướm đêm trong họ Crambidae.